# آرتاشس دوم
الکساندر هلیوس پسر مارکوس آنتونیوس تازه به زور بر تخت سلطنت ارمنستان نشسته بود که یک شورش بزرگ ملی وی را از مملکت راند و به جای او پسر آرتاوازد دوم به نام آرتاشس دوم (به ارمنی: Արտաշես Երկրորդ) بر تخت نشانید. آنگاه لشکریان مارکوس بار دیگر کشور را اشغال کردند و آرتاشس دوم (یا آرتاکسیاس دوم) به دربار پادشاه اشکانی که همچنان با رومیان در جنگ بود پناه برد. الکساندر هلیوس دوباره بر تخت سلطنت ارمنستان نشست و در حمایت سپاهیان رومی از ۳۴ تا ۳۱ پیش از میلاد سلطنت کرد. لیکن مارکوس در آخرین مرحله مبارزه اش با آگوستوس مجبور شد که نیروهای خود را از ارمنستان بیرون بکشد. آرتاشس دوم با کمک پادشاه اشکانی به ارمنستان بازگشت، دوباره مقام سلطنت را به دست گرفت، و از سال ۳۰ تا ۲۰ پیش از میلاد سلطنت کرد. او مردی بود که ثابت کرد برای حفظ آداب و سنن اجداد خود شایستگی کامل دارد و به حق او را (دوستدار تمدن یونان) نامیدند.
آرتاشس دوم وقتی فهمید که ملکه کلئوپاترا به عنوان آخرین انتقام سر پدر او آرتاوازد دوم را که هنوز در زندان به‌سر می‌برد بریده است او هم بی‌درنگ فرمان قتل همه رومیانی را که در ارمنستان به‌سر می‌بردند صادر کرد، کاری که بسیار تاسف آور بود، زیرا آشتی با آگوستوس را که امپراتور آینده رم می‌شد غیرممکن می‌ساخت و حال آنکه اگر چنین کاری نمی‌کرد به راحتی می‌توانست دوست خوبی برای رقیب سر سخت مارکوس و کلئوپاترا بشود. وقتی مارکوس آرتاوازد دوم را به حیله در تله انداخته و به زندانش کشیده بود آگوستوس عمل رقیبش را تقبیح کرده و اعلام داشته بود که مارکوس با زندانی کردن پادشاه ارمنستان به حیله و به زنجیر کشیدن او نام دولت و ملت روم را ننگین کرده‌است.
تیگران سوم پسر آرتاوازد دوم و برادر آرتاشس دوم را که کلئوپاترا پس از اعدام پدرش هنوز در بند نگاهداشته بود آزاد کند و به رم پیش خود بیاورد.

## آگوستوس و سیاستش نسبت به ارمنستان
در طول مدتی نزدیک به ده سال، آگوستوس گویا «پرداختن به امور مربوط به مشرق را رها کرده بود. در آن مدت آرتاشس دوم به عنوان متحد فرهاد چهارم و مغلوب‌کننده رومیان به سلطنت خود در ارمنستان ادامه می‌داد.» کم و بیش در حدود سال ۲۰ پیش از میلاد بود که آگوستوس تصمیم گرفت امور خاورزمین را تسویه کند. او مرد سیاسی بزرگی بود ولی جنگجوی متوسطی به‌شمار می‌رفت، و لذا بر طبق اصل معروفی رفتار کرد که می‌گوید: «قدرتت را نشان بده تا مجبور به استفاده از آن نشوی.»
این بود که در راس ارتشی نیرومند به سوریه رفت. در همان هنگام تیبریوس را نیز از مقدونیه (روم) در راس نیروی نظامی بزرگی به آسیای صغیر آورد. فرهاد چهارم پادشاه اشکانی وقتی این تدارکات را دید ترجیح داد که به جای درگیر شدن با نیروهای رم شرایط صلح آگوستوس را بپذیرد. آرتاکسیاس (آرتاشس) دوم به دست گروهی که توسط رومیان اجیر شده بودند کشته شد و برادرش تیگران سوم بر تخت سلطنت ارمنستان نشست. از آن پس ارمنستان وضع مملکت خودمختاری را پیدا می‌کرد که متحد رم بود و رم بر او سلطه‌ای کم یا بیش واقعی اعمال می‌نمود؛ ولیکن این راه حل مسئله شرق به وسیله آگوستوس انتقادهای شدیدی در رم برانگیخت و بخش نیرومندی که افکار عمومی نیز از آنان جانبداری می‌کرد خواستار درهم کوبیدن اشکانیان به زور اسلحه و الحاق رسمی و کامل ارمنستان به رم بودند.

آگوستوس سیاست ملایمت خود را با پیامی به مجلس سنا توجیه کرد که خلاصه آن چنین بود: 
«تنها چیزی برای گرفتن خوب است که نگاه داشتن ان هم خوب باشد.»
سیاست این سیاستمدار بزرگ نسبت به ارمنستان را می‌توان به این شرح خلاصه کرد، او حس می‌کرد که رم نمی‌تواند آن کشور را به اشکانیان واگذارد، زیرا اگر آنان مالک ارمنستان می‌شدند بر خاورمیانه تسلط می‌یافتند و خطری دایمی برای متصرفات رم (آسیای صغیر و کیلیکیه و سوریه) به وجود می‌آوردند.
از طرفی هم اشغال و الحاق ارمنستان به امپراتوری رم مشکل بود، زیرا نه تنها موجب برافروختن آتش جنگی دایمی با اشکانیان می‌گردید بلکه بر اثر اشغال آن سرزمین تماسی مداوم با توده‌های وحشی و جنگجوی قفقاز حاصل می‌شد و آنان دایماً مداخله می‌کردند و مزاحمت ایجاد می‌نمودند؛ بنابراین آگوستوس راه حل ایجاد یک ارمنستان خودمختار ولی متحد را برگزید، ارمنستانی که خود کشوری مشخص و مستقل می‌ماند. منافع رم در این نبود که آنجا را به خود ضمیمه کند بلکه در این بود که از آن سپری بسازد. تنها تضمینی که رم بایستی از ارمنستان بخواهد این بود که همیشه فرمانروایی موافق با او و مساعد به حال او برتخت سلطنت آن کشور بنشیند.